# Achille Graffigna
Achille Graffigna (San Martino dall'Argine, 1816 – Padova, 1896) è stato un compositore italiano.

## Biografia
Figlio di Angelo, professore di musica, e di Maria Todescati.
Si avvicinò alla musica con le lezioni di canto di Francesco Comencini, oltreché con quelle di pianoforte di Ferdinando Brazzabeni.
Successivamente studiò contrappunto ed armonia al Conservatorio di Milano sotto la guida di Alessandro Rolla.

## Carriera
Nel 1834 esordì come maestro della cappella vescovile e del nuovo teatro di Cagliari. Quattro anni dopo si trasferì a Milano, per mettere in scena il melodramma pastorale Un lampo d'infedeltà.
Nel 1839 sposò il soprano Luigia Trivulzi, con la quale ebbe tre figli. Il secondogenito Angelo studiò musica e lavorò come insegnante e come compositore.
Si trasferì quattro anni dopo a Verona per assumere l'incarico di maestro concertatore al Teatro Filarmonico.
Nell'inverno del 1845 ottenne il ruolo direttivo del teatro Imperiale di Odessa, dove mise in scene anche qualche sua opera.
Due anni dopo condusse il nuovo teatro Leopoldo di Livorno. Il periodo che va dal 1850 al 1858 si rivelò molto fertile per Graffigna, che compose numerose opere, sia buffe sia serie, invece nel ventennio successivo il compositore sospese le sue creazioni artistiche, proseguendo le direzioni d'orchestra, gli insegnamenti e le direzioni teatrali.
Dopo due sfortunate tournée in Germania nel 1862 e in Francia nel 1872, presentò il 17 maggio 1879 una nuova versione de Il barbiere di Siviglia con lo stesso testo di Cesare Sterbini utilizzato da Rossini.
Graffigna si caratterizzò anche in seguito per il riutilizzo di libretti già di successo, come per il libretto de Il matrimonio segreto di Giovanni Bertati, musicato in precedenza da Cimarosa.
Ha lavorato come di insegnante di canto al Conservatorio di Padova.
Tra le sue composizioni segnaliamo: 18 opere teatrali, tra le quali un Barbiere di Siviglia (testo uguale a quello utilizzato da Rossini) e un Matrimonio segreto.

## Opere principali
- Un lampo d'infedeltà, 1836;
- Ildegonda e Rizzardo, 1841;
- Eleonora di S.Bonifacio, 1841;
- Mignone e Fanfan, 1844;
- Gli ultimi giorni di Suli, 1845;
- Ester d'Engaddi, 1845;
- Il magnetismo, 1851;
- I due rivali, 1852;
- Maria di Brabante, 1852;
- L'assedio di Malta, 1853;
- Gli studenti, 1857;
- Veronica Cibo, 1858;
- Il barbiere di Siviglia, 1879.